# Šar-kali-šarrí
Šar-kali-šarrí (akk. „Král všech králů“) byl králem Akkadské říše. Byl synem Itti-Enlila, syna krále Narám-Sína. Jeho otec zemřel dříve než Narám-Sín, a tak se Šar-kali-šarrí ujal vlády po smrti svého děda. Vládl dlouhých 25 let (přibližně 2153–2129 př. n. l.). Po vládě Šar-kali-šarrího nastalo pravděpodobně pod tlakem nájezdů Gutejců krátké období chaosu: V Seznamu akkadských králů se uvádí:
„A poté, kdo byl králem? Kdo byl král? Igigi, Imi, Nanum, Ilulu: čtyři panovali během pouhých 3 let“.
Po tomto období se k moci dostává král Dudu, který vládl následujících 21 let.

## Králové Akkadu
- Sargon Akkadský (2334–2279)
- Rímuš (2278–2270)
- Man-ištúšu (2269–2255)
- Narám-Sín (2254–2218)
- Šar-kali-šarrí (2217–2192)
- Igigi (Irgigi)
- Nanum
- Imi
- Dudu (2189–2169)
- Šú-Turul (2168–2154)
- Lilul-Dan